# 伍尔皮特的绿孩

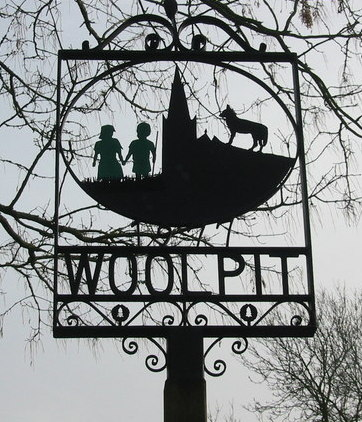
描绘了两个绿色儿童的村庄标识，竖立于1977年

伍尔皮特的绿孩(Green children of Woolpit)的传说源于12世纪，大约是在国王斯蒂芬的统治期间，据说是有两个肤色不同寻常的孩子出现在英格兰薩福克郡的伍尔皮特村。这两姐弟的外表，除了肤色之外，与常人无异。 他们用一种不知名的语言进行交谈，并且仅以生蚕豆为食。最终他们学会了吃其他食物，并且肤色也不再是毫无血色的绿色，但是男孩身体虚弱，在受洗过后不久就夭折了。 女孩适应了她的新生活，但是她的行为举止被认为是“任意妄为，毫不检点”。在女孩学会了说英语后，她解释道她和她的弟弟是来自一个叫做圣马丁的地方，一个绿色皮肤的人居住的地下世界。
近现代，对于绿色孩子的描述仅仅存在于纽伯格的威廉（William of Newburgh）写于1189年的《英格兰历史》（Historia rerum Anglicarum）及拉尔夫的科吉歇尔（Ralph of Coggeshall）写于1220年的《英格兰记事》（Chronicum Anglicanum） 中。 在此之后到19世纪中期，绿孩才再度被发现，分别在1586年威廉.卡姆登（William Camden）的《大不列颠尼亚》（Britannia） , 及在17世纪早期，弗兰西斯.古德温主教（Bishop Francis Godwin）的《莫尼人》（The Man in the Moone） 中被提及，并且他们都引用了纽伯格的威廉的描述。
关于绿孩的故事有两个主流的解释：1、它是一个民间故事，描述了想象中的其他世界，可能是地底世界或者甚至是外星世界，2、它是一个被误解了的历史事件。 这个故事被英国政府主义诗人和评论家赫伯特·瑞德（Herbert Read）发表于1931年的《英国散文风格》（English Prose Style）中。它为他1934年出版的小说《绿孩》（The Green Child），提供了灵感。

## 故事
据纽伯格的威廉描述，在斯蒂芬国王的统治期间（1135-1154）， 丰收季的某一天，有两姐弟出现在了伍尔皮特村中的狼坑（音同：伍尔皮特）边，因此这座村庄就被命名为伍尔皮特村了。 他们的皮肤是绿色的，说着不知名的语言、穿着奇异的服装。根据拉尔夫的描述，这两个孩子被带到了理查德·德·卡恩的家中。拉尔夫及威廉都赞同这两个孩子绝食了几天，直到他们发现了生的蚕豆。 孩子们渐渐适应了普通的食物，不久之后他们的肤色就不再是绿色了。 两个孩子中的男孩，年龄应该比女孩小，在他们受洗之后病重，不久之后就夭折了。
在学会了如何说英语之后，据拉尔夫描述，幸存下来的女孩向人们解释道：他们来自一个太阳从不发光，日照像黄昏的地方。威廉说，孩子们称他们的故乡为圣马丁之地；拉尔夫补充，在那里，一切东西都是绿色的。据威廉的描述，孩子们无法解释他们是怎么来到伍尔皮特的；当时他们正在帮父亲放牛，然后听见了一个响声(据威廉说是伯里圣艾德蒙兹的钟声)，之后就突然出现在了他们被发现的狼坑旁。拉尔夫则说，他们跟着牛进了一个山洞，迷路了，之后受到钟声的指引，最终出现在我们的土地上。
据拉尔夫的描述，女孩在理查德·德·卡恩家当了多年的仆人，在那里她的举止被认为是”任意妄为并且毫不检点”。威廉说，她最终嫁给了一个来自 金斯林（King's Lynn）的男子，在威廉写书前，於那个据伍尔皮特大约40英里(64公里)远的地方短暂的生活了一段时间。 天文学家及作家邓肯·卢南（Duncan Lunan）在对理查德·德·卡恩德家史进行调查之后，得出了那个女孩被重新命名为「艾格尼丝”，并嫁给了一个叫做理查德·巴雷（Richard Barre）的大臣的结论。

## 解释
无论是科吉歇尔的拉尔夫还是纽伯格的威廉都无法对这威廉称之为"惊人又奇异"的事件做出解释，一些现代历史学家也对此无能为力，南希·帕特纳（Nancy Partner），一位研究12世纪编史的作家说道："我认为，人们无需忧虑这些美妙奇迹的隐含细节，并且无需尝试为到底发生了什么找出自然的且符合逻辑的解释，这对关于纽伯格的威廉及中世纪的研究来说都没有意义"。 然而，人们仍然尝试去寻找合理的解释，对于绿孩的传说主要有两种解释。第一种解释是，绿孩的描述是源于民间传说，描述了与“童话世界”居民的一种想象的邂逅。 在一些早期的 以及现代的书中，这个童话世界变成了外星，而绿孩也成为了外星人。 第二种解释是，这是对于一个真实事件的误解， 但是，去探寻这个描述是否如记录一样是真实的由小孩叙述还是“成人编造”的是不可能的。 查尔斯·阿曼（Charles Oman）对于儿童及逃奴的叙述的研究，使他得出了："关于绿孩的故事确实还有多未解之谜，如下药及绑架的故事"。 杰弗里·杰罗姆·科恩（Jeffrey Jerome Cohen）则提供了一个不同的历史解释，他声称绿孩的故事是一则对于现代英国人及本土英国人之间种族差异的晦涩描述。

### 民间传说
一些学者，如查尔斯·阿曼，注意到孩子们对于通过洞穴到达另一个世界的描述很常见。威尔士的杰拉德讲述了一个，有关小男孩类似的故事，在他逃离了主人的控制后，他“遇见了两个小矮人，他们领着小男孩通过了一个地下通道到达了一个有着农田和河流的美丽土地，但是在那里，阳光很昏暗”。 但是这一主题也不能很好的被证明；鲍曼（E. W. Baughman）将这一主题列为英国及北美民间传说主题F103.1类的唯一例证：“地下世界的居民到访人类世界，并继续与人类生活在一起。”。马丁.沃尔什（Martin Walsh）认为圣马丁是关键信息，并且认为绿孩的传说是 圣马丁节 源与早前英国的证明，其由儿童的故事组成了“一个地下世界”。在1990年的《发现与疑问》（Notes and Queries）中提到了绿孩传说与凯尔特的联系：”绿色的生灵在凯尔特文学个传统中是没有罪孽的体现……也许那个绿色的小女孩最后嫁给了一位林恩并不是巧合。在原凯尔特语中， “林恩（lein)” 是邪恶的意思，也就是说一位纯洁的精灵嫁给了一个有罪的大地之子。

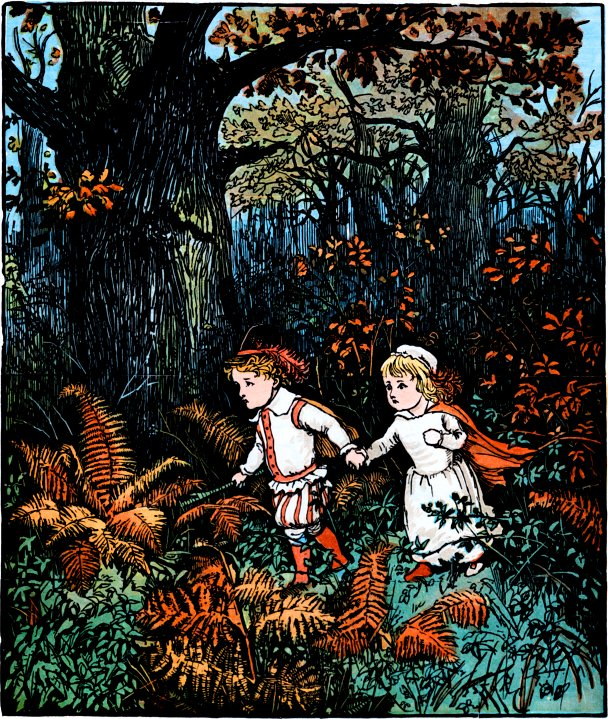
树林中被遗弃的孩子，藍道夫·凱迪克画于1879年

关于这则传说的一个现代化的发展认为，绿孩是与林中的小孩的故事有关。小孩被他们邪恶的叔叔遗弃，在这则故事中，小孩的皮肤变绿是由于他们被下了砒霜。他们从被遗弃的树林逃离，可能是在Theford Forest树林的周边，孩子们摔进了伍尔皮特的狼坑中，之后被人们发现。本地作家及民谣家鲍勃.罗伯茨（Bob Roberts）在他写于1978年的《萨福克故事》（A Slice of Suffolk）中写道：“我被告知在伍尔皮特的居民中，有绿孩的后代，但是没人能告诉我是谁！"
一些其他评论家则暗示说绿孩有可能是 外星人，或者是地下世界的居民。在发表于1996年的《模拟》（Analog）科幻杂志的一篇文章中，天文学家邓肯.卢南假设绿孩是由于“传送器”故障，不小心从他们的星球传送到了伍尔皮特。 卢南认为那颗星球有可能位于环绕其星系太阳的 同步轨道 上，其生命的生活环境是存在于极其炎热的表面及冰冷黑暗面的中间一个狭长昏暗地带。他解释说孩子们的绿色皮肤是由食用转基因的外星植物的副作用。
卢南并不是第一个声称绿孩是外星生物的学者。罗伯特.伯顿（Robert Burton）在他发表于1621年的憂鬱的解剖（The Anatomy of Melancholy）中写道，绿孩是从“天堂跌落”的，这一观点是他从历史学家及赫里福德主教弗兰西斯.戈德温，于在他死后发表于1638年的推想小说《莫尼人》， 继承来的。

### 历史解释
在12世纪，1154年，亨利二世（Henry II）成为国王后被迫害，许多佛拉芒人移民到达了东英格兰；在1172年，在亨利二世与罗伯特.德.博蒙特（Robert de Beaumont），莱斯特伯爵三世，的福特汉姆战役中，大量的佛拉芒人在伯里圣埃德蒙附近被杀害. 保罗·哈里斯（Paul Harris）提出，绿孩的佛拉芒父母在内乱中逝世了，孩子有可能来自福特汉姆圣马丁（Fornham St Martin）村，位于伯里圣德蒙北边，是当时佛拉芒漂洗工的聚居处。他们可能从那里逃离，并最终游荡到伍尔皮特。 迷失方向，困惑，并穿着不同寻常的佛拉芒衣服，在伍尔皮特村民看来，这些孩子很奇怪。 孩子的肤色可能是低色素性贫血造成的，由于缺食性营养不良导致的。 布兰.霍顿（Brian Haughton）认为哈里斯的解释很合理，也是最为人所接受的解释之一， 但是他的解释也并不完美。例如，他说道：“理查德.德.卡恩作为一个受过良好教育德乡绅，不可能听不出孩子们交流的语言是佛拉芒语。”

历史学家德里克.布鲁尔（ Derek Brewer）的解释更加简洁：
很大的可能是，这些小孩在放牧的过程中迷路了，用现代的话来说，不知道自己家的住址。他们还可能得了萎黄病，一种由营养不良导致的病，会造成肤色变绿，因此也有"绿病"之称。在他们营养均衡后，症状就消失了。

### 引文
1. 1 2 3 4 5 6 7 8 9 10 11 12 13 14  
Clark, John, , Science Fiction Studies, 2006, 33 (2): 209–229, JSTOR 4241432
2. ↑  
Simpson, Jacqueline; Roud, Steve, ,  online, Oxford University Press, 2000  [5 April 2009]
3. ↑  
Lawton, H. W., , The Review of English Studies, January 1931, 7 (25): 23–55, JSTOR 508383, doi:10.1093/res/os-vii.25.23
4. ↑  Mills, A. D., , , Oxford University Press, 2003  [25 April 2009], （原始内容存档于2023-03-22）
5. ↑  Cosman & Jones 2008，第127頁.
6. ↑  
Clark, John, , Folklore, 2006, 117 (2): 207–214, doi:10.1080/00155870600707904
7. ↑  Cohen 2008，第83頁.
8. 1 2 3  
Lunan, Duncan, , Analog Science Fiction and Science Fact, vol. 116 no. 11, September 1996: 38–53
9. ↑  Partner 1977，第121–22頁.
10. ↑  
Orme, Nicholas, , Past & Present, 1995, 148 (1): 48–88, JSTOR 651048, doi:10.1093/past/148.1.48
11. 1 2  
Oman, C. C., , Folklore, 1944, 55 (1): 2–15, JSTOR 1257623, doi:10.1080/0015587X.1944.9717702
12. ↑  Cohen 2008，第90頁.
13. ↑  Baughman 1966，第203頁.
14. ↑  
Walsh, Martin W., , Folklore, 2000, 111 (2): 231–254, JSTOR 1260605, doi:10.1080/00155870020004620
15. ↑  
"G.", , Notes and Queries, 24 February 1900, 5: 155
16. ↑  Haughton 2007，第236頁.
17. ↑  Hutton, Sarah,  (PDF), Etudes Epistémè, Spring 2005, (7): 3–13  [2018-11-26], （原始内容 (PDF)存档于2011-08-26）
18. ↑  Harris 1998.
19. ↑  Haughton 2007，第441頁.
20. ↑  Haughton 2007，第443頁.
21. ↑  Brewer 1998，第182頁.

## 更多阅读
- Lunan, Duncan, , Mutus Liber, 2012, ISBN 978-1-908097-05-7